# Biruta Łukaszewicz
Biruta Łukaszewicz (ur. 1841 w Zbarażu, zm. po 1930) – uczestniczka powstania styczniowego.

## Życiorys
Pochodziła z rodziny Strażnickich.
W czasie powstania styczniowego działała we Lwowie wraz z Felicją Wasilewską oraz Karolową Wildową. Zajmował się wyrobem ładunków. Przemycała broń, ukrywała amunicję, kwaterowała powstańców. Opiekowała się skompromitowanymi, więźniami, pomagała w ucieczkach. Zbierała składki na wsparcie rodzin powstańców. Była więziona we Lwowie. Uwolniono ją dzięki staraniom Józefa Supińskiego i księcia Leona Sapiehy.
W 1930 została odznaczona Krzyżem Niepodległości.